# Патнэм, Хилари
Хи́лари Уа́йтхолл Па́тнэм (англ. Hilary Whitehall Putnam; 31 июля 1926 — 13 марта 2016) — американский логик и философ. Профессор Гарвардского университета. Один из наиболее часто цитируемых и влиятельных американских философов.

## Биография
Родился в семье Сэмюэла Патнэма (англ. Erle Samuel Putnam, 1892—1950) и Ривы Патнэм (урождённой Сэмпсон, англ. Riva Lillian Sampson; 1893—1979). Родители матери, еврейские эмигранты из Ковно, поселились в Чикаго в конце 1880-х годов после нескольких лет в Манчестере, где родились их старшие дети. Отец был журналистом и переводчиком, в 1936—1945 годах работал в коммунистической печати; мать была стенографисткой. До 1934 года семья жила в Париже.
Являясь одним из ведущих представителей аналитической философии, с середины 1980-х годов выступает с её резкой критикой. Философские интересы включают философию и методологию науки, философию языка, философию сознания, гносеологию и логику.
В 1960-е годы Патнэм совместно с С. Крипке создает «новую», или «каузальную», теорию референции, согласно которой значение терминов естественных видов, составляющих большинство научных терминов, определяется главным образом присущей этим естественным видам внутренней природой, хотя учитываются и прагматические аспекты их употребления.
С середины 1980-х годов выступает с критикой аналитической философии, одним из лидеров которой он считался ранее.
В 1976 году был избран президентом Американской философской ассоциации.
Оставил преподавательскую деятельность в 2000 году.
В 2011 году удостоен премии Рольфа Шока по логике и философии.

## Научный вклад
Патнэм опубликовал множество исследований по методологии науки, философии языка, философии сознания, по проблемам этики и логики, по философским проблемам математики, физики и квантовой механики. Он создал теорию референции, направленную на опровержение тезиса Томаса Куна и Пола Фейерабенда о несоизмеримости научных теорий. Философские взгляды Патнэма претерпели значительные изменения в течение его жизни. Исследователи выделяют три этапа его философской эволюции:
- научный реализм (1957—1975);
- внутренний реализм (1976—1988);
- прагматический реализм (1988—2016).

На первом из этих этапов Патнэм стал одним из наиболее влиятельных представителей функционалистского подхода к решению психофизиологической проблемы, уподобляющего деятельность мозга функционированию цифрового компьютера, однако в дальнейшем отказался от этого подхода и подверг его жёсткой критике. В начале 1990-х годов он заявил, что философия сознания и когнитивная наука зашли в тупик, и призвал разработать принципиально новый подход к проблеме «мозг-сознание». В последние годы Патнэм уделяет большое внимание проблемам сознания и восприятия.
Патнэм — один из известных сторонников научного реализма. Ему принадлежит аргумент в пользу этой концепции: научный реализм — «это единственная философия, которая не делает из успеха науки чудо». Подробнее см. Аргумент «не бывает чудес» в научном реализме.

## Философские взгляды

### Философия сознания
Патнэм более всего известен именно своим вкладом в философию сознания. В конце 1960-х годов Патнэм выступает с идеей множественной реализуемости. Тезис множественной реализуемости предполагает, что один ментальный вид (свойство, состояние, событие) может быть реализован множеством различных физических видов. Типичным примером является состояние боли. Боль, согласно работам Патнэма, может соответствовать совершенно разным физическим состояниям нервной системы у разных организмов, и все же они все испытывают одно и то же психическое состояние.
В раннем периоде творчества Патнэм сформулировал позицию, которая теперь называется функционализмом машинного состояния, согласно которой сознание всякого живого существа может рассматриваться по аналогии с машиной Тьюринга, чья работа может быть полностью определена совокупностью инструкций.
Однако в конце 1980-х Патнэм отказался от своей приверженности функционализму и другим вычислительным теориям сознания.

## Политические и религиозные взгляды
В ранний период жизни Патнэм разделял коммунистические взгляды своих родителей (его отец был колумнистом газеты Daily Worker). Был членом леворадикальной Прогрессивной трудовой партии (PLP), проживал в коммуне и выступал против войны во Вьетнаме. Придерживался атеистических и антиклерикальных взглядов.
В поздний период жизни отказался от левой идеологии и принял иудаизм. Вместе с женой вернулся к религиозной традиции, в том числе, в воспитании детей. В возрасте 68 лет прошёл обряд бар-мицвы. Выучил иврит и написал несколько книг по философии иудаизма, в которых, в частности, утверждал, что поиск доказательств противоречит сути религиозного мировоззрения.

## Семья
В 1962 женился на Рут Анне Якобс (Ruth Anna Jacobs), преподававшей философию в Колледже Уэллсли. Рут Анна Якобс происходила из старинной немецкой семьи учёных из Готы (её предком был антиковед Христиан Фридрих Вильгельм Якобс); родилась в Германии.
Жена пережила его. Также пережили его дети — сыновья Самуэль и Джошуа и дочери Эрика и Максима.

## Сочинения
- Philosophical Papers. Vol. 1—3. Cambridge, 1975—1983;
- Reason, Truth and History. Cambridge, 1981;
- The Many Faces of Realism. LaSalle (111.), 1987;
- Realism with a Human Face. Cambridge, 1990.

### Работы, изданные на русском языке
- Патнэм Х. Философия сознания / Пер. с англ. Л. Б. Макеевой, О. А. Назаровой, А. Л. Никифорова; предисл. Л. Б. Макеевой. М.: Дом интеллектуальной книги, 1999. 240 с. ISBN 5-7333-0004-3 (В бумажном издании допущена опечатка: ISBN содержит 9 цифр вместо 10: 5-733-0004-3. Искать книгу в Интернете следует по обоим указанным ISBN).
- Разум, истина и история[прим. 1] = Reason, Truth and history / Пер. с англ. Т.А. Дмитриева, М.В. Лебедева.. — М.: Праксис, 2002. — 296 с. — (Философия). — 2000 экз. — ISBN 5-901574-09-5.
- Патнэм Х. Как нельзя говорить о значении (комментарий к статье Дж. Дж. Смарта) // Структура и развитие науки. М., 1978. С. 396—418 (также в сборнике: Патнэм Х. Философия сознания. С. 146—163).
- Патнэм Х. Значение и референция // Новое в зарубежной лингвистике. Вып. 13. М., 1982. С. 377—390.
- Патнэм Х. Вопрос о реализме. / Перевод И. Джохадзе // «Герменея», 2011, № 1(3). С.20-36.
- Патнэм Х. Введение к книге «Реализм и разум». — В кн.: Современная философия науки: знание, рациональность, ценности в трудах мыслителей Запада. Хрестоматия. — М., Логос, 1996. — 2-е изд. — 400 с. — Тираж 6000 экз. — ISBN 5-88439-061-0. — с. 209—220.
- Патнэм Х. Философы и человеческое понимание. — В кн.: Современная философия науки: знание, рациональность, ценности в трудах мыслителей Запада. Хрестоматия. — М., Логос, 1996. — 2-е изд. — 400 с. — Тираж 6000 экз. — ISBN 5-88439-061-0. — с. 221—245.